# Glen Burnie (Maryland)
Glen Burnie est une localité (census-designated place) américaine située dans l’État du Maryland, dans la périphérie de Baltimore, comté d'Anne Arundel. Sa population s’élevait à 38 922 habitants lors du recensement de 2000. Densité 1 228 hab/km2. La superficie totale de la localité est de 33,5 km2. 